# Íñigo Garcés de Navarre
Pour les articles homonymes, voir Inigo et Garcés.
 (février 2021).
Íñigo Garcés (mort vers 882 ?), était le fils aîné de García Jiménez et de sa première épouse, Oneca Rebelle de Sangüesa. 
Son père García Jiménez appartenait à une lignée différente de la famille royale nommée par Évariste Lévi-Provençal la « Branche Jimena » et était d’ « une autre partie du royaume ». Il aurait été une sorte de gouverneur, et Íñigo peut lui avoir succédé dans cette fonction. Il porte le  titre royal dans le codex de Roda (en), mais seulement dans une référence secondaire, et non dans son entrée primaire. Quand le coup d'État de 905  place son demi-frère cadet Sanche Ier Garcés sur le trône, lui ou sa famille peuvent en avoir fait les frais, car un de ses fils fut tué tandis que les autres s’enfuyaient en exil.
Íñigo Garcés épousa Jimena Velázquez, petite-fille du roi Fortún Garcés, qui lui donna une fille, Toda, épouse de García Íñiguez d’Olza, et quatre fils, García, tué à Liédena, et Jimeno, Fortún et Sancho, qui se réfugièrent à Cordoue.